# Tillandsia oblivata
Tillandsia oblivata es una especie de planta epífita dentro del género  Tillandsia, perteneciente a la  familia de las bromeliáceas.  Es originaria de Perú, donde se encuentra en Cajamarca.

## Taxonomía
Tillandsia oblivata fue descrita por L.Hrom. y publicado en Die Bromelie 5: 76, f.: 76, 77. 2005.
Etimología
Tillandsia: nombre genérico que fue nombrado por Carlos Linneo en 1738 en honor al médico y botánico finlandés Dr. Elias Tillandz (originalmente Tillander) (1640-1693).
oblivata: epíteto latíno 